# 김재승 (무용가)
김재승(1982년 7월 7일 ~ )은 대한민국의 무용가이다.

## 학력
- 계원예술고등학교
- 덕원예술고등학교
- 단국대학교 무용학과 한국무용 학사
- 한국예술종합학교 무용원 실기과 학사
- 한국예술종합학교 무용학과 한국무용 석사
- 단국대학교 대학원 무용학과 한국무용 석사

## 경력
- 단국대학교 무용학과 강사
- 계원예술고등학교 무용과 강사
- 한국예술종합학교 무용과 강사